# Vis Pesaro Calcio 1992-1993
Questa pagina raccoglie le informazioni riguardanti la Vis Pesaro Calcio nelle competizioni ufficiali della stagione 1992-1993.

## Rosa
| N. |                   | Ruolo | Calciatore                |
| -- | ----------------- | ----- | ------------------------- |
|    | Italia (bandiera) | D     | Lorenzo Amoruso           |
|    | Italia (bandiera) | D     | Massimiliano Anastasi     |
|    | Italia (bandiera) | C     | Robert Raimondo Badalotti |
|    | Italia (bandiera) | C     | Alessandro Cicchetti      |
|    | Italia (bandiera) | D     | Giampaolo Colautti        |
|    | Italia (bandiera) | C     | Massimiliano Dego         |
|    | Italia (bandiera) | C     | Antonio Di Curzio         |
|    | Italia (bandiera) | C     | Gian Piero Gasperini      |
|    | Italia (bandiera) | A     | Manolo Gennari            |
|    | Italia (bandiera) | P     | Carlo Magnani             |
|    | Italia (bandiera) | A     | Nicola Martini            |

| N. |                   | Ruolo | Calciatore          |
| -- | ----------------- | ----- | ------------------- |
|    | Italia (bandiera) | D     | Mauro Mosconi       |
|    | Italia (bandiera) | D     | Patrizio Paolone    |
|    | Italia (bandiera) | C     | Maurizio Pellegrino |
|    | Italia (bandiera) | P     | Carlo Riccetelli    |
|    | Italia (bandiera) | D     | Andrea Romani       |
|    | Italia (bandiera) | D     | Roberto Sala        |
|    | Italia (bandiera) | D     | Alessandro Scarponi |
|    | Italia (bandiera) | D     | Andrea Silvestrini  |
|    | Italia (bandiera) | A     | Stefano Turchi      |
|    | Italia (bandiera) | A     | Gabriele Zagatti    |
|    | Italia (bandiera) | D     | Carlo Zoratto (II)  |

## Risultati

### Campionato

#### Girone di andata
| 30 agosto 1992 1ª giornata | Vis Pesaro | 0 – 1 | Sambenedettese |  |

| 6 settembre 1992 2ª giornata | Arezzo | 0 – 1 | Vis Pesaro |  |

| 13 settembre 1992 3ª giornata | Vis Pesaro | 2 – 0 | Carrarese |  |

| 20 settembre 1992 4ª giornata | Como | 2 – 1 | Vis Pesaro |  |

| 27 settembre 1992 5ª giornata | Vis Pesaro | 0 – 1 | Ravenna |  |

| 4 ottobre 1992 6ª giornata | Siena | 1 – 0 | Vis Pesaro |  |

| 18 ottobre 1992 7ª giornata | Triestina | 0 – 1 | Vis Pesaro |  |

| 25 ottobre 1992 8ª giornata | Vis Pesaro | 1 – 2 | Pro Sesto |  |

| 1º novembre 1992 9ª giornata | Palazzolo | 2 – 2 | Vis Pesaro |  |

| 8 novembre 1992 10ª giornata | Vis Pesaro | 0 – 1 | Chievo |  |

| 15 novembre 1992 11ª giornata | Spezia | 1 – 0 | Vis Pesaro |  |

| 22 novembre 1992 12ª giornata | Vis Pesaro | 0 – 0 | Empoli |  |

| 29 novembre 1992 13ª giornata | Vis Pesaro | 2 – 0 | Alessandria |  |

| 16 dicembre 1992 14ª giornata | Carpi | 1 – 1 | Vis Pesaro |  |

| 13 dicembre 1992 15ª giornata | Vis Pesaro | 0 – 0 | Leffe |  |

| 20 dicembre 1992 16ª giornata | Massese | 0 – 0 | Vis Pesaro |  |

| 27 dicembre 1992 17ª giornata | Vis Pesaro | 0 – 0 | Vicenza |  |

#### Girone di ritorno
| 24 gennaio 1993 18ª giornata | Sambenedettese | 2 – 2 | Vis Pesaro |  |

| 31 gennaio 1993 19ª giornata | Vis Pesaro | 3 – 1 | Arezzo |  |

| 7 febbraio 1993 20ª giornata | Carrarese | 0 – 0 | Vis Pesaro |  |

| 14 febbraio 1993 21ª giornata | Vis Pesaro | 0 – 0 | Como |  |

| 21 febbraio 1993 22ª giornata | Ravenna | 6 – 0 | Vis Pesaro |  |

| 7 marzo 1993 23ª giornata | Vis Pesaro | 3 – 1 | Siena |  |

| 14 marzo 1993 24ª giornata | Vis Pesaro | 1 – 1 | Triestina |  |

| 21 marzo 1993 25ª giornata | Pro Sesto | 0 – 1 | Vis Pesaro |  |

| 28 marzo 1993 26ª giornata | Vis Pesaro | 2 – 0 | Palazzolo |  |

| 4 aprile 1993 27ª giornata | Chievo | 1 – 1 | Vis Pesaro |  |

| 18 aprile 1993 28ª giornata | Vis Pesaro | 2 – 2 | Spezia |  |

| 25 aprile 1993 29ª giornata | Empoli | 1 – 0 | Vis Pesaro |  |

| 2 maggio 1993 30ª giornata | Alessandria | 3 – 0 | Vis Pesaro |  |

| 9 maggio 1993 31ª giornata | Vis Pesaro | 1 – 0 | Carpi |  |

| 16 maggio 1993 32ª giornata | Leffe | 2 – 2 | Vis Pesaro |  |

| 23 maggio 1993 33ª giornata | Vis Pesaro | 1 – 1 | Massese |  |

| 30 maggio 1993 34ª giornata | Vicenza | 2 – 1 | Vis Pesaro |  |